# Karl Heinrich Gräffe
Karl Heinrich Gräffe (Braunschweig, 7 de novembro de 1799 – Zurique, 2 de dezembro de 1873) foi um matemático alemão.
Filho de um joalheiro de Bremen, que imigrou para os Estados Unidos, precisou inicialmente dar prosseguimento aos negócios de seu pai, a fim de prover sua família. Somente em 1821 pode seguir sua inclinação profissional, tendo frequentado a Universidade Técnica de Braunschweig e estudado depois matemática a partir de 1824 na Universidade de Göttingen, onde foi aluno de, dentre outros,
Carl Friedrich Gauss, Johann Tobias Mayer e Bernhard Thibaut. Após obter um doutorado em 1825 na Universidade de Göttingen, orientado por Carl Friedrich Gauss, com a tese ''Commentatio historiam calculi variationum inde ab origine calculi differentialis atque integralis usque ad nostra tempora complectens (História do cálculo variacional dos primórdios do cálculo diferencial e integral até a atualidade) lecionou no então recém fundado Instituto Técnico em Zurique. Para suas aulas escreveu diversos livros-texto. É conhecido por um método para a solução numérica de equações algébricas, o método de Gräffe, desenvolvido independentemente por Germinal Pierre Dandelin (1823) e Nikolai Lobachevsky (publicado em seu livro sobre álgebra avançada de 1834), que desenvolveu a partir de 1833. Foi publicado em 1837 (Die Auflösung der höheren numerischen Gleichungen). Em 1838 participou de uma premiação da Academia de Berlim, mas não teve sucesso por motivos formais (seu tratado estava, contra as regras, já impresso). Em 1833 foi professor da Obere Industrieschule em Zurique sendo simultaneamente professor da Universidade de Zurique, fundada em 1833, onde foi em 1860 professor extraordinário. Por razões de saúde aposentou-se em 1868 da Industrieschule.

## Obras
- Die Auflösung der höheren numerischen Gleichungen, Zürich: Verlag Friedrich Schulthess 1837, Internet Archive
  - Zusätze dazu erschienen 1839 im Programm der Züricher Cantonsschule